# Olympische Sommerspiele 1960/Teilnehmer (Ghana)
| Gelbes Symbol für Goldmedaillen mit stilisierten Olympischen Ringen | Graues Symbol für Silbermedaillen mit stilisierten Olympischen Ringen | Braundes Symbol für Bronzemedaillen mit stilisierten Olympischen Ringen |
| ------------------------------------------------------------------- | --------------------------------------------------------------------- | ----------------------------------------------------------------------- |
| —                                                                   | 1                                                                     | —                                                                       |

Ghana nahm an den Olympischen Sommerspielen 1960 in der italienischen Hauptstadt Rom mit einer Delegation von 13 männlichen Sportlern an zwölf Wettbewerben in zwei Sportarten teil.
Nach 1952 war es die zweite Teilnahme Ghanas an Olympischen Sommerspielen.
Jüngster Athlet war mit 19 Jahren und 147 Tagen der Boxer Isaac Aryee, ältester Sportler der Leichtathlet Gustav Ntiforo (27 Jahre und 159 Tage).

## Medaillen
Mit einer gewonnenen Silbermedaille belegte das ghanaische Team Platz 32 im Medaillenspiegel.

### Silber
| Clement Quartey | Boxen | Halbweltergewicht |

## Teilnehmer nach Sportarten

### Boxen
- Isaac Aryee
  - Fliegengewicht

Rang 17
Runde eins: Freilos
Runde zwei: Punktniederlage gegen Kiyoshi Tanabe aus Japan (273:299 - 55:60, 53:60, 55:60, 57:59, 53:60)

- Eddie Blay
  - Leichtgewicht

Rang neun
Runde eins: Freilos
Runde zwei: Punktsieg gegen Gualberto Gutiérrez aus Uruguay (295:294 - 60:59, 59:59 (Runde gewonnen), 59:58, 59:58, 58:60)
Runde drei: Punktniederlage gegen Richard McTaggart aus Großbritannien (286:300 - 56:60, 58:60, 56:60, 58:60, 58:60)

- Alhassan Brimah
  - Halbmittelgewicht

Rang neun
Runde eins: Freilos
Runde zwei: Niederlage gegen Boris Nikolajewitsch Lagutin aus der Sowjetunion durch KO in der ersten Runde

- Joseph Lartey
  - Weltergewicht

Rang neun
Runde eins: Freilos
Runde zwei: Punktsieg gegen Karl Bergström aus Schweden (296:282 - 60:57, 60:54, 58:57, 59:57, 59:57)
Runde drei: Niederlage gegen Juri Radonjak aus der Sowjetunion durch KO in der zweiten Runde

- Clement Quartey
  - Halbweltergewicht

Rang zwei 
Runde eins: Freilos
Runde zwei: Sieg gegen Mohamed Boubekeur aus Marokko nach Punkten (300:278 - 60:57, 60:55, 60:55, 60:55, 60:56)
Runde drei: Punktsieg gegen Khalid Al-Karkhi aus dem Irak (299:280 - 60:54, 60:55, 60:55, 59:58, 60:58)
Viertelfinale: gegen Kim Deuk-Bong aus Südkorea nach Punkten gewonnen (293:292 - 58:58 (Runde verloren), 57:59, 59:58. 60:59, 59:58)
Halbfinale: Freilos
Finale: Punktniederlage gegen Bohumil Němeček aus der Tschechoslowakei (289:299 - 58:59, 58:60, 58:60, 58:60, 57:60)

- Joshua Williams
  - Federgewicht

Rang 17
Runde eins: ausgeschieden gegen Constantin Gheorghiu aus Rumänien nach Punkten (285:297 - 59:58, 57:59, 56:60, 58:60, 55:60)

### Leichtathletik
4 × 400 Meter Staffel
- Ergebnisse
Runde eins: in Lauf vier (Rang zwei) für das Halbfinale qualifiziert, 3:10,5 Minuten (handgestoppt), 3:10,66 Minuten (automatisch gestoppt)
- Staffel
James Addy
John Asare-Antwi
Frederick Owusu
William Quaye

Einzel
- John Asare-Antwi
  - 400 Meter Lauf

Runde eins: ausgeschieden in Lauf eins (Rang fünf), 47,7 Sekunden (handgestoppt), 47,81 Sekunden (automatisch gestoppt)

- Robert Kotei
  - Hochsprung

Qualifikationsrunde: 2,00 Meter, Rang vier, für das Finale qualifiziert
1,90 Meter: gültig, ohne Fehlversuch
1,95 Meter: gültig, ohne Fehlversuch
2,00 Meter: gültig, ohne Fehlversuch
Finalrunde: 2,03 Meter, Rang zehn
1,90 Meter: gültig, ohne Fehlversuch
1,95 Meter: ausgelassen
2,00 Meter: gültig, ohne Fehlversuch
2,03 Meter: gültig, ein Fehlversuch
2,06 Meter: ungültig, drei Fehlversuche

- Gustav Ntiforo
  - 100 Meter Lauf

Runde eins: ausgeschieden in Lauf zwei (Rang vier), 11,0 Sekunden (handgestoppt), 11,15 Sekunden (automatisch gestoppt)

- Michael Okantey
  - 200 Meter Lauf

Runde eins: ausgeschieden in Lauf vier (Rang drei), 21,8 Sekunden (handgestoppt), 21,91 Sekunden (automatisch gestoppt)

- Frederick Owusu
  - 800 Meter Lauf

Runde eins: ausgeschieden in Lauf fünf (Rang fünf), 1:55,2 Minuten (handgestoppt), 1:55,41 Minuten (automatisch gestoppt)